# MTV Millennial Awards 2022 (Brasil)
A 5.ª edição dos Prêmios MTV Miaw foi realizada no Vibra Hall, em São Paulo, em 26 de julho de 2022, e foi exibida em 28 de julho de 2022 na Comedy Central, MTV Brasil, Paramount Network, Pluto TV e TikTok. Foi apresentada pela atriz Camila Queiroz e pelo rapper Xamã. Os prêmios celebraram os melhores músicos, influenciadores e entretenimento. Como resultado da pandemia de COVID-19, foi a primeira cerimônia desde a edição de 2019 a ter plateia.
As indicações foram reveladas em 23 de junho de 2022. Anitta e Gloria Groove receberam o maior número de indicações com sete cada, enquanto Ludmilla veio a seguir com seis indicações, e Pabllo Vittar e Zé Felipe receberam cinco indicações cada. Manu Gavassi recebeu mais prêmios com três, e ganhou Clipão da Porra por "Bossa Nossa". Gkay ganhou Ícone Miaw, Jão ganhou Álbum do Ano por Pirata, Pedro Sampaio e MC Pedrinho ganharam Hino do Ano por "Dançarina" e Ludmilla ganhou Artista Musical.

## Apresentações
As primeiras performances foram anunciadas em 21 de julho. Os primeiros artistas foram: Ludmilla, Jão, Matuê, Teto, Wiu e Xamã. Luísa Sonza, Pedro Sampaio, Skank, Zakes Bantwini e MC Pedrinho foram anunciados em 25 de julho.
| Artista(s)                                                   | Canção                                                                          |
| ------------------------------------------------------------ | ------------------------------------------------------------------------------- |
| Pedro Sampaio MC Pedrinho                                    | "Dançarina"                                                                     |
| Matuê Teto Wiu                                               | "Vampiro"                                                                       |
| Skank Jão                                                    | "Ainda Gosto Dela" Idiota"                                                      |
| Xamã Zakes Bantwini                                          | "Malvadão 3" "Osama"                                                            |
| Camila Pitanga Caio Prado Larissa Luz Renegado Any Gabrielly | Tributo a Elza Soares: "Comigo" "A Carne" "Mulher do Fim do Mundo"              |
| Luísa Sonza Ludmilla                                         | "Cachorrinhas" (Sonza) "Café da Manhã" (Ludmilla e Sonza) "Socadona" (Ludmilla) |

## Vencedores e indicados
Os vencedores estão listados em primeiro e destacados em negrito.
|  | Indica o(a) ganhador(a) dentro de cada categoria. |

| Ícone Miaw | Artista Musical |
| --- | --- |
| Gkay - Anitta - Casimiro - Gloria Groove - Linn da Quebrada - Mano Brown - Pabllo Vittar - Paulo André | Ludmilla - Anitta - Gloria Groove - Luísa Sonza - L7nnon - Matuê - Pedro Sampaio - Zé Felipe |
| Álbum do Ano | Hino do Ano |
| Pirata – Jão - Baile – FBC & VHOOR - Lady Leste – Gloria Groove - Little Hair – MC Cabelinho - Numanice #2 – Ludmilla - QVVJFA? – Baco Exu do Blues - Roteiro pra Aïnouz – Don L - Versions of Me – Anitta                                                                      | "Dançarina" – Pedro Sampaio (com part. de MC Pedrinho) - "A Queda" – Gloria Groove - "Idiota" – Jão - "Malvada" – Zé Felipe - "Malvadão 3" – Xamã - "Sentadona Remix" – Luísa Sonza, Davi Kneip, Mc Frog e Dj Gabriel do Borel - "Socadona" – Ludmilla, Mariah Angeliq, Topo La Maskara (com part. de Mr Vegas) - "Vampiro" – Matuê, Teto e Wiu                                                 |
| Clipão da Porra | Feat. Nacional |
| "Bossa Nossa" – Manu Gavassi - "A Queda" – Gloria Groove - "Dar Uma Deitchada" – Duda Beat - "Gotham é Aqui" – Baco Exu do Blues - "Idiota" – Jão - "Pílula Vermelha, Pílula Azul" – Rashid - "Proposta" – Gilsons - "Sonho" – Nego Bala                                        | "Passando o Rodo" – Pocah, Lara Silva, Mirella e Tainá Costa - "Afogado" – Gustavo Mioto e Ludmilla - "Café da Manhã" – Luísa Sonza e Ludmilla - "Me Sinto Abençoado" – MC Poze do Rodo (com part. de Filipe Ret) - "Veja Baby" – Lagum e Marina Sena - "Se Essa B*nda" – Costa Gold (com part. de Kawe) - "Trago Seu Amor de Volta" – Pabllo Vittar e Dilsinho - "Vampiro" – Matuê, Teto e Wiu |
| Hit Global | Hino de Karaokê |
| "My Universe" – Coldplay e BTS - "As It Was" – Harry Styles - "Cold Heart (Pnau Remix)" – Elton John e Dua Lipa - "Envolver" – Anitta - "Happier Than Ever" – Billie Eilish - "It'll Be Okay" – Shawn Mendes - "One Right Now" – Post Malone e The Weeknd - "Woman" – Doja Cat  | "Esqueça-Me Se For Capaz" – Marília Mendonça e Maiara & Maraisa - "Erro Planejado" – Luan Santana (com part. de Henrique & Juliano) - "Idiota" – Jão - "Maldivas" – Ludmilla - "Malvada" – Zé Felipe - "Parada Louca" – Mari Fernandez e Marcynho Sensação - "Putariazinha" – Felipe Amorim - "Trago Seu Amor de Volta" – Pabllo Vittar e Dilsinho                                              |
| From Brasil! | Creator Supremo |
| Any Gabrielly - André Lamoglia - Anitta - Luva de Pedreiro - Giovanna Grigio - Grag Queen - Pabllo Vittar - Rayssa Leal | Junior Caldeirão - Vanessa Lopes - Virginia Fonseca - Casimiro - Christian Figueiredo - GKay - Camilla de Lucas - Camila Loures |
| Meme Master | Pet Influencer |
| Gustavo Tubarão - Rafa Uccman - Isaías - Raphael Vicente - Pequena Lo - Vittor Fernando - Yarley - Raquel Real | Aipim (Manu Gavassi) - Bica - Céu (Camila Queiroz) - Tobias (Nanda Terra) - Leona (Thiago Ventura) - Gudan, o Husky - Regina (Whindersson Nunes) - Guilhermina (Larissa Manoela) |
| Hitou no Passinho | Coreô Envolvente |
| Virgínia Fonseca - Vanessa Lopes - Luara - Maria Clara Garcia - Klayver Pop - Maria Paula Marques - Luccas Abreu - Beca Barreto | "Malvada" – Zé Felipe - "Sentadona Remix" – Luísa Sonza, Davi Kneip, Mc Frog e Dj Gabriel do Borel - "Envolver" – Anitta - "Leilão" – Gloria Groove - "Socadona" – Ludmilla, Mariah Angeliq, Topo La Maskara (com part. de Mr Vegas) - "Bruta" – Lexa - "Desenrola Bate Joga de Ladin" – L7nnon e Os Hawaianos - "Dançarina" – Pedro Sampaio (com part. de MC Pedrinho)                         |
| Miaw Fashion | Orgulho do Vale |
| Lelê Burnier - João Guilherme - Sabrina Sato - Marina Gregory - Camila Queiroz - Halessia - Marina Ruy Barbosa - Akeen | Carol Biazin - Linn da Quebrada - Grag Queen - Gloria Groove - Luiza Martins - Majur - MC Trans - Stefan Costa |
| Vem Ni Mim | Miaw Futebol Clube |
| Alvaro - Lipe Ribeiro - Viih Tube - Vanessa Lopes - João Guilherme - Paulo André - Lara Silva - Ingrid Ohara | Casimiro - Neymar Jr - Vinicius Jr - Gabigol - Luva de Pedreiro - Gio Queiroz - Raquel Freestyle - Renata Silveira |
| Black Star Rising por BET | Aposta Miaw |
| Ramana Borba - MD Chefe - Jhordan Matheus - Agnes Nunes - Rizia Cerqueira - Jacy Carvalho - MC Soffia - Urias | Gabb - Borges - Clarissa - FBC & VHOOR - Grag Queen - Heber Souza - Letticia Munniz - Tasha & Tracie |
| Beat BR | DJ Lanso a Braba |
| MC Cabelinho - Costa Gold - Djonga - Filipe Ret - Flora Matos - Karol Conká - L7nnon - Xamã | KVSH - DJ Topo - Pedro Sampaio - Papatinho - Lucas Beat - Alok - Dennis - WC no Beat |
| Trap na Cena | ¡Me Gusta! |
| Chefin - Dfideliz - Hyperanhas - Kawe - Matuê - MC Poze do Rodo - MD Chefe - Teto | Tini - Lali - Danna Paola - Rosalía - J Balvin - Bad Bunny - Karol G - Maluma |
| Dupla de Milhões | Prestatenção |
| Virginia e Zé Felipe - Igão e Mítico (Podpah) - Tata Estaniecki e Boo (PodDelas) - Paulo André e Pedro Scooby (BBB) - Álvaro e Lucas Guedez - Vanessa Lopes e Maria Clara Garcia - Leo e Jade Picon - Anitta e Bruna Marquezine                                                 | Vulgo FK - Quebrada Queer - Paulla - Luthuly - Jade Baraldo - Lua - Ike - Ruby |
| Ri Alto por Comedy Central | Maratonei por vc |
| Whindersson Nunes - Bruna Louise - Thiago Ventura - Rafael Portugal - Dani Calabresa - Paulo Vieira - Igor Guimarães - Pedro Ottoni | Eleven – Millie Bobby Brown (Stranger Things) - Rue – Zendaya (Euphoria) - Emilia – Giovanna Grigio (Rebelde) - Liv – Maria Bopp (As Seguidoras) - Ivan – André Lamoglia (Élite) - Master Chief – Pablo Schreiber (Halo) - Juma Marruá – Alanis Guillen (Pantanal) - Anita – Camila Queiroz (De Volta aos 15)                                                                                   |
| Realeza do Reality | Fandom Real Oficial |
| Rico Melquiades (A Fazenda/Rio Shore) - Day Feitoza (Casamento às Cegas) - Priscilla Alcantara (The Masked Singer Brasil) - Natralha (Rio Shore) - Carlos Ortega (De Férias com o Ex Caribe ) - Bil Araújo (A Fazenda) - Paulo André (BBB) - Grag Queen (Queen of the Universe) | Gavassiers (Manu Gavassi) - Army (BTS) - Beliebers (Justin Bieber) - Pontinhos de Luz e Padaria (Arthur Aguiar) - Vittarlovers (Pabllo Vittar) - Uniters (Now United) - Cactos (Juliette) - Harries (Harry Styles) |
| Podcast Nosso de Cada Dia | Streamer BR |
| Podcats - Podpah - PodDelas - Não é TPM - Mano a Mano - Modus Operandi - Um Milkshake Chamado Wanda - Não Inviabilize | Casimiro - Rebeca Gamer - Nobru - Gaules - Samira Close - Cellbit - Coringa - Loud Babi |
| Game do Ano | Gaming Heroes |
| Free Fire (27.ª temporada) - Elden Ring - Fortnite (Capítulo 3: Temporada 2 – Resistência) - Ghostwire: Tokyo - Halo Infinite - League of Legends (Temporada 2022) - Pokemon Legends: Arceus - Rainbow Six Extraction                                                           | Loud (Valorant) - Los Grandes (Free Fire) - Corinthians (Free Fire) - Furia (CS:GO) - Imperial (CS:GO) - Red Canids (LoL) - Fluxo (Free Fire) - Pain Gaming (LoL) |
| Saúde tá ok | Fav do TikTok |
| Thais Carla - Bela Gil - Alexandra Gurgel - Surfistas Negras - Ellen Valias (Atleta de Peso) - Emanuel Aragão - Sapa Vegana - Bella Falconi | Maria Lúcia - Barbaba Coura - Delícia da Eleni - Junior Caldeirão - Luva de Pedreiro - Rapha Vicente - Thallysson - Vanessa Lopes |
| Transforma Direitos Humanos | Transforma Orgulho PCD |
| Júlio Lancellotti | Pequena Lo |
| Transforma Meio Ambiente | |
| Alice Pataxó | |

## Controvérsias
Influenciadores digitais e artistas reclamaram da falta de organização do evento. Alguns indicados não receberam o convite da produção do evento.